# Kunasia nivosa
Kunasia nivosa är en insektsart som beskrevs av William Lucas Distant 1908. Kunasia nivosa ingår i släktet Kunasia och familjen dvärgstritar. Inga underarter finns listade i Catalogue of Life.